# Viola (Italie)
Pour les articles homonymes, voir Viola.
Viola est une commune de la province de Coni dans le Piémont en Italie.

## Administration
| Période                                  | Période  | Identité    | Étiquette | Qualité |
| ---------------------------------------- | -------- | ----------- | --------- | ------- |
| 14 juin 2004                             | En cours | Paolo Rossi |           |         |
| Les données manquantes sont à compléter. |          |             |           |         |

### Communes limitrophes
Bagnasco, Garessio, Lisio, Monasterolo Casotto, Pamparato, Priola